# ناوشکن کلاس پارا (۱۹۰۸)
ناوشکن کلاس پارا (۱۹۰۸) (به انگلیسی: Pará-class destroyer (1908)) یک کلاس از کشتی است که طول آن ۲۴۰ فوت (۷۳ متر) می‌باشد.